# Estação Jujuy
A Estação Jujuy é uma das estações do Metro de Buenos Aires, situada em Buenos Aires, entre a Estação Pichincha e a Estação General Urquiza. Faz parte da Linha E e faz integração com a Linha H através da Estação Humberto I.
Foi inaugurada em 20 de junho de 1944. Localiza-se no cruzamento da Avenida San Juan com a Rua Catamarca. Atende o bairro de San Cristóbal.